# Projekt Gutenberg
Projekt Gutenberg (anglicky Project Gutenberg, často se zkracuje na PG) je dobrovolnická snaha digitalizovat, archivovat a distribuovat kulturní díla. Byl založen v roce 1971 a je nejstarší digitální knihovnou. Většina děl jsou plné texty knih se statusem volného díla. Projekt se snaží zpřístupnit díla ze své sbírky tak svobodně, jak je to jen možné, a v otevřených formátech, které je možno používat téměř na každém počítači.

## Historie

Michael Hart (vlevo) v roce 2006

Růst počtu děl od roku 1994

Projekt Gutenberg založil Michael S. Hart 4. července 1971. Hart, student University of Illinois, dostal přístup k mainframu Xerox Sigma V na univerzitě. Díky tomu, že jeho přítel byl operátorem, dostal k dispozici účet s prakticky neomezeným množstvím strojového času; jeho tehdejší hodnota se odhaduje mezi 100 000 a 100 000 000 USD. Hart řekl, že se za tento dar chtěl odvděčit tím, že bude dělat něco, co bude hodno tak velké sumy.
Tento počítač byl shodou okolností jedním z 15 uzlů počítačové sítě, která se stala internetem. Hart věřil, že počítače se jednoho dne stanou dostupnými široké veřejnosti, a rozhodl se svobodně zpřístupnit literární díla v elektronické podobě. Náhodou měl v batohu Deklaraci nezávislosti Spojených států a ta se stala prvním e-textem Projektu Gutenberg.
Projekt pojmenoval podle Johanna Gutenberga, německého tiskaře z 15. století a vynálezce knihtisku.
V polovině 90. let byla sídlem Projektu Gutenberg Illinois Benedictine College. Postupně se připojovali další dobrovolníci. Zprvu se texty přepisovaly ručně, později se rozšířilo používání skenerů a softwaru pro optické rozpoznávání znaků (OCR).
Hart později uzavřel dohodu s Carnegieho–Mellonových univerzitou, která souhlasila se správou financí projektu. Jak narůstal objem e-textů, začali dobrovolníci postupně od Harta přebírat každodenní úkoly.
V roce 2000 založil Charles Franks projekt Distributed Proofreaders, který umožnil distribuci kontroly naskenovaných textů mezi množstvím dobrovolníků prostřednictvím internetu. Tato snaha v obrovské míře zvýšila množství a různorodost textů, které se přidávají do PG, a zjednodušila vkládání prvních příspěvků začínajícím dobrovolníkům.
Italský dobrovolník Pietro Di Miceli vytvořil první web Projektu Gutenberg a začal s vývojem online katalogu projektu. Po dobu deseti let, kdy toto vykonával (1994–2004), web projektu vyhrál několik ocenění; často mu byla udělena označení „nejlepší na Webu“, což přispělo k popularitě projektu.
Začátkem roku 2004 vylepšený online katalog zjednodušil přístup k obsahu PG pro prohlížení, vyhledávání, přístup a odkazování na něj.
Projekt Gutenberg je v současnosti hostován na ibiblio na University of North Carolina v Chapel Hill.

## Rozsah sbírky
| Rok  | Počet knih |
| ---- | ---------- |
| 1997 | 313        |
| 1998 | 1 600      |
| 1999 | 2 000      |
| 2000 | 3 000      |
| 2001 | 4 000      |
| 2002 | 5 000      |
| 2003 | 10 000     |
| 2006 | 18 000     |
| 2011 | 35 000     |

| Počet knih | Jazyk         |
| ---------- | ------------- |
| 29 496     | angličtina    |
| 1 741      | francouzština |
| 737        | němčina       |
| 567        | finština      |
| 516        | nizozemština  |
| 508        | portugalština |
| 405        | čínština      |
| 299        | španělština   |
| 268        | italština     |
| 123        | řečtina       |
| 77         | latina        |
| 71         | esperanto     |
| 68         | švédština     |
| 54         | tagalog       |
| 34         | dánština      |
| 28         | polština      |
| 27         | katalánština  |
| 22         | maďarština    |
| 15         | norština      |
| 13         | japonština    |
| 10         | velština      |
| 8          | čeština       |
| 8          | ruština       |

V únoru 2011 sbírka obsahovala celkem 35 171 volných děl, převážně elektronických knih, z toho 29 496 (84 %) jich bylo v angličtině. Zahrnuje knihy celkem v 59 jazycích, ovšem většina je jich zde zastoupena symbolicky jen jednou nebo několika tituly. V češtině se zde jako první přírůstek objevila hra R.U.R. od Karla Čapka. Dnes se zde nachází pouze 8 českých knih. V roce 2025 bylo ve sbírce více než 75 000 knih.
V roce 2006 průměrně přibývalo více než 50 nových titulů měsíčně. Michael Hart předpokládal, že v roce 2020 bude v Projektu Gutenberg k dispozici 10 000 000 knih ve 100 jazycích.
Jsou to většinou literární díla západní kulturní tradice. Mimo literárních forem jako romány, poezie, povídky a drama PG obsahuje i kuchařky, referenční díla a vydání periodik. Sbírka PG má také několik netextových děl, např. knihy načtené lidským (569 děl) nebo syntetickým (368 děl) hlasem v MP3 nebo soubory s hudebním zápisem.
Vždy, když je to možné, jsou díla dostupná v čistě textovém formátu, většina za použití znakového kódování US-ASCII, ale často rozšířeného na ISO 8859-1. Jiné formáty se též vydávají, když je dobrovolníci zašlou, přičemž nejběžnější bývá HTML. Formáty, které nejsou snadno upravovatelné, jako PDF, se obecně nepovažují za vhodné v rámci cílů projektu, i když několik jich bylo přidáno do sbírky. Už roky probíhá diskuse o použití některého typu XML, ale vývoj je pomalý.

## CD a DVD
Projekt na svých stránkách uvolňuje ke stažení ISO soubor, ze kterého si uživatelé mohou zdarma zhotovit podstatnou část sbírky na vlastní datový nosič. V srpnu 2003 tak vytvořil CD s více než 600 knihami, v prosinci 2003 DVD s 10 000 knihami, v červenci 2007 DVD se 17 000 knihami a zatím poslední v dubnu 2010 DVD-DL s 30 000 knihami. Jeden dobrovolník také zřídil bezplatnou webovou službu, na které si uživatel může nakonfigurovat ISO soubor podle vlastních kritérií. DVD je také možno zaslat poštou. Dobrovolníci jsou nabádáni, aby při vytvoření jednoho DVD pro vlastní potřebu udělali i další kopii pro lidi ve svém okolí (místní knihovnu, školu, známé apod.).

## Ideály
Michael Hart řekl v roce 2004: „Poslání Projektu Gutenberg je jednoduché: podporovat tvorbu a distribuci e-textů.“
Slogan projektu je „strhnout mříže neznalosti a nevzdělanosti“, protože dobrovolníci chtějí šířit veřejnou vzdělanost a docenění literárního dědictví tak, jako to dělaly veřejné knihovny na začátku 20. století.
Projekt Gutenberg je mezinárodně decentralizovaný. Například neexistuje politika výběru, která díla budou přidána. Jednotliví dobrovolníci pracují na dílech, která je zajímají nebo která jsou dostupná.
Sbírka PG má uchovávat díla dlouhodobě tak, aby se nemohla ztratit při žádné místní nehodě. Ve snaze zabezpečit to se celá sbírka denně zálohuje a zrcadlí na servery na různých místech.

## Autorská práva
Projekt Gutenberg důsledně ověřuje status svých e-textů podle autorského práva Spojených států amerických. Materiál se přidává do archívu PG jen poté, kdy dobrovolníci potvrdí, že se na dílo nevztahují autorská práva, a tyto záznamy se uchovávají pro kontrolu do budoucnosti.
Na rozdíl od některých projektů digitálních knihoven si Projekt Gutenberg nenárokuje nová autorská práva na díla, která publikuje. Naopak, podporuje jejich volné šíření a distribuci.
Většina děl sbírky se distribuuje jako volné dílo ve smyslu autorského práva USA. Právní text, který provází každý e-text, do jisté míry omezuje, co je možné dělat s textem (jako distribuce ve změněném tvaru nebo pro komerční účely) v případě, že je použita obchodní značka Projektu Gutenberg. Také je umožněno odstranit tuto hlavičku a samotný text používat jako volné dílo bez omezení.
Ve sbírce existuje též několik děl, která Projekt Gutenberg distribuuje s povolením autora. Tato podléhají omezením, která specifikoval držitel autorských práv.
V roce 1998 Copyright Term Extension Act prodloužil trvání už existujících autorských práv retroaktivně o 20 let. To zabránilo Projektu Gutenberg přidat mnoho titulů, které by jinak ve Spojených státech byly považované za volné dílo.

## Kritika
Projekt Gutenberg bývá kritizován za nedostatek bibliografických informací ve svých e-textech: například nedostatečné údaje o vydání a nezveřejnění původně publikovaných předmluv a kritického aparátu. Zlepšení v těchto oblastech je znatelné při porovnání starších textů s novějšími; většina nových e-textů již zachovává informace o vydání a předmluvy.

## Příbuzné projekty
Všechny příbuzné projekty jsou nezávislé organizace, které sdílí stejné ideály a bylo jim uděleno povolení používat obchodní značku Project Gutenberg. Často mají konkrétně národní anebo lingvistické zaměření.
- Gutenberg.cz byl projekt, který vznikl v roce 2009, ovšem o rok později už byl zastaven.[7]
- Project Gutenberg Australia hostuje množství textů, které jsou volným dílem podle Australského autorského práva, ale stále chráněné (anebo v jiném stavu) ve Spojených státech; se zaměřením na australské spisovatele a knihy o Austrálii. V Austrálii jsou volná díla všech autorů, kteří zemřeli před rokem 1955.
- PG-EU je sesterský projekt pracující v souladu s autorským právem Evropské unie. Jedním z jeho cílů je zařadit do Projektu Gutenberg co největší množství jazyků. Pracuje v Unicode, aby bylo zabezpečené, že všechny abecedy jsou jednoduše a korektně reprezentovatelné.
- Project Gutenberg of the Philippines  chce zpřístupnit co nejvíc knih co nejvíce lidem, se speciálním zaměřením na Filipíny a filipínské jazyky.
- Project Gutenberg Europe  je projekt pod záštitou Project Rastko v Srbsku a Černé Hoře. Cílem je stát se Projektem Gutenberg pro celou Evropu. Začal zasílat svoje první díla roku 2005. Zabezpečuje na svých stránkách běh Distributed Proofreaders softwaru (odděleně od původního).
- Project Gutenberg Luxembourg  publikuje většinou, ale ne výlučně, knihy psané v lucemburštině.
- Project Gutenberg Consortia Center  je pobočka specializovaná na sbírku sbírek. Tyto nemají redaktorský dohled nebo konzistentní formátovaní hlavního Projektu Gutenberg. Obsahuje tematické sbírky jako i rozličné jazyky.
- Projekti Lönnrot  je projekt započatý finskými dobrovolníky Projectu Gutenberg.

I když Projekt Gutenberg-DE dostal před roky povolení používat název Gutenberg, ne každý ho z důvodů filozofických odlišností považuje za příbuzný projekt. Projekt Gutenberg-DE autorsky chrání svoje produkty a omezuje přístup na webové verze svých textů.